# فرنسيسكو ماريا رويز
فرنسيسكو ماريا رويز (بالإنجليزية: Francisco María Ruiz)‏ هو عسكري أمريكي، ولد في 1754، وتوفي في 1839.